# Петар Шкулетић
Петар Шкулетић (Даниловград, 29. јун 1990) бивши је српски фудбалер. Играо је на позицији нападача.

## Клупска каријера
Шкулетић је био у млађим категоријама Партизана, али за први тим није заиграо већ је наступао за филијалу црно-белих Телеоптик. У лето 2009. одлази у аустријски ЛАСК Линц. Међутим није успео да се наметне па је током 2011. био на позајмици у Зети. У августу 2011. је потписао трогодишњи уговор са Војводином. Током 2013. је био на позајмици у Радничком из Ниша. Након повратка са позајмице постао је стандардан у Војводини, и током јесењег дела сезоне 2013/14. је скренуо пажњу на себе. Посебно је добре партије пружао у квалификацијама за Лигу Европе где је постигао 4 гола на 8 утакмица.
У јануару 2014. је потписао четворогодишњи уговор са Партизаном. Шкулетић је у анкети „Вечерњих новости“ изабран за најбољег фудбалера Суперлиге Србије у 2014. години пошто је за њега гласала већина капитена тимова учесника у Суперлиги Србије.
У фебруару 2015. Шкулетић напушта црно-беле и потписује четворогодишњи уговор са Локомотивом из Москве. За црвено-зелене је дао 12 голова на 47 утакмица у свим такмичењима и освојио два Купа Русије. Незадовољан статусом, затражио је раскид уговора, који му је одобрен. У јуну 2017. потписао је двогодишњу сарадњу са турским Генчлебирлигијем, али је на крају прве сезоне, пошто је клуб испао из најјаче турске лиге, постигао договор са челницима да потражи нову средину.
Средином јуна 2018. потписао је двогодишњи уговор са француским прволигашем Монпељеом. У сезони 2018/19. је углавном улазио у игру са клупе и добио је прилику да заигра на 28 првенствених мечева и два у куп такмичењима. Сакупио је 670 минута на терену и постигао један гол у првенству. Међутим, током првог дела сезоне 2019/20. је изгубио место у тиму и наступио је на само пет првенствених сусрета. Крајем јануара 2020. је позајмљен турском прволигашу Сиваспору до краја сезоне.  Након истека позајмице, турски клуб је одлучио да не откупи Шкулетића. Провео је сезону 2020/21. у Монпељеу, почео и наредну 2021/22. али је последњег дана летњег прелазног рока 2021. раскинуо уговор са француским клубом.
У септембру 2021. је потписао двогодишњи уговор са азербејџанским Сабахом. Наступио је на само четири утакмице за Сабах након чега је 27. октобра 2021. раскинуо уговор са клубом. У јануару напредне године приступио је ТСЦ-у из Бачке Тополе. Уговор му је истекао на крају сезоне па је отишао као слободан играч.

## Репрезентација
Иако је рођен у Црној Гори Шкулетић је играо за млађе селекције Србије, а касније је изразио жељу да заигра и за сениорску репрезентацију Србије.
За сениорску репрезентацију Србије дебитовао 29. марта 2015. у квалификационом мечу за Европско првенство 2016. против Португалије (1:2) у Лисабону.